# Pierre Le Mardelé
Pierre Le Mardelé est un auteur français du XVIIe siècle.

## Biographie

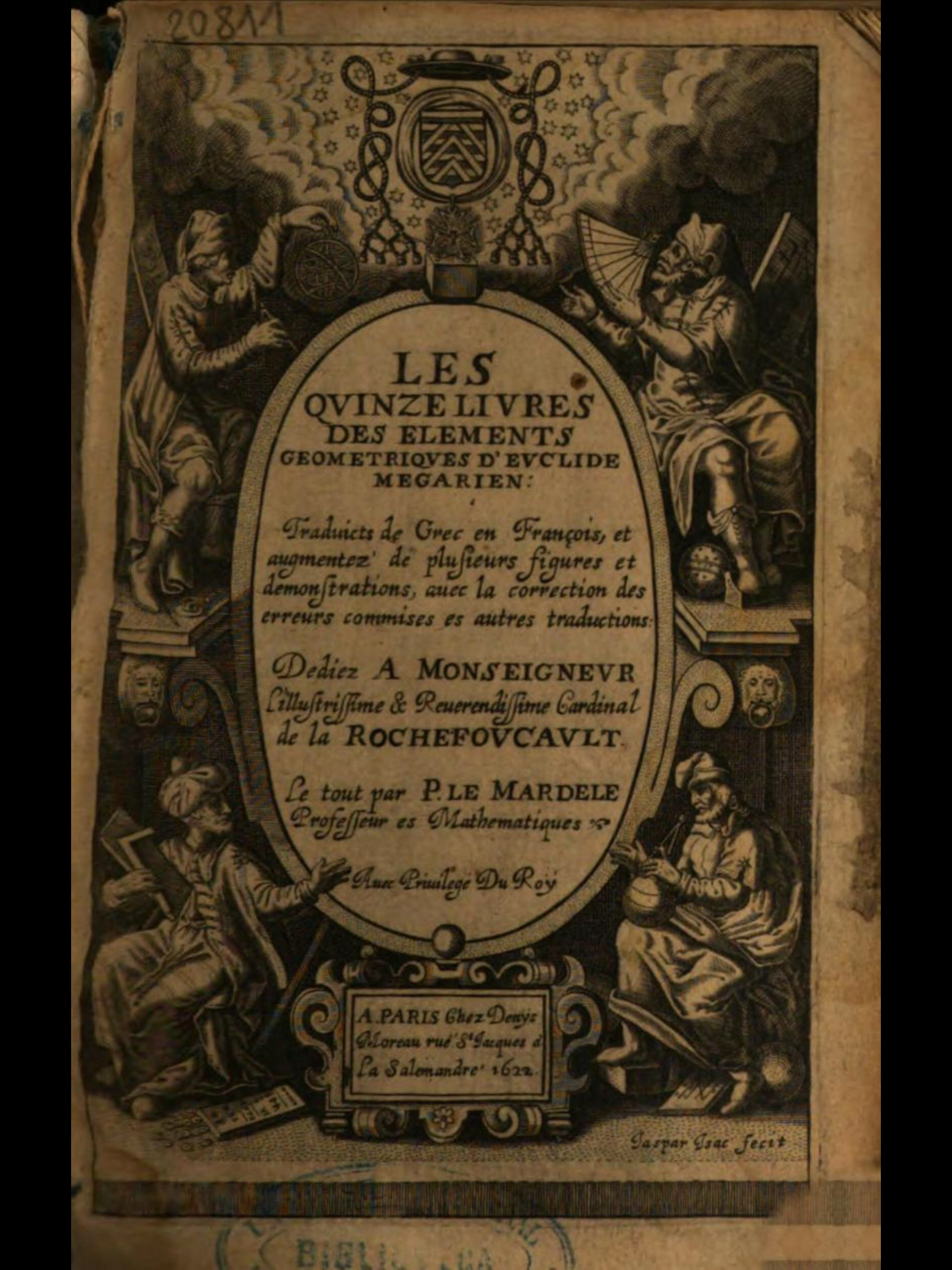
Page de titre de la traduction des Éléments d'Euclide par Pierre Le Mardelé.

Le Mardelé se présente comme un professeur de mathématiques, et est l'auteur d'une traduction des Éléments d'Euclide depuis le grec publiée en 1622 en français,.
Sa traduction s'inscrit en suivant celle de Denis Henrion et celle de Didier Dounot. Le Mardelé répond selon lui aux manquements qu'il retrouve dans la traduction de Denis Henrion des Éléments d'Euclide, comme Henrion répondait aux manquements de la compréhension de Dounot des Éléments. Le Mardelé se considère dans son épitre sous la filiation de Platon. Il précise en effet que le divin philosophe Platon a apposé cette inscription à l'entrée de son Académie: « que nul n'entre ici s'il n'est géomètre ». Il reproche à Henrion d'avoir copié sans traduire. Il est le premier à expliquer la différence de nature des propositions euclidiennes entre problème et théorème. Il donne pour exemple le fait que la somme des trois angles d'un triangle est égale à deux droits. Cette connaissance, ce théorème ne permet pas de construire un triangle quelconque car cette propriété est commune à tous les triangles rectilignes. Le Mardelé dans le titre de sa traduction appelle Euclide le Mégarien. Il participe ainsi à la croyance qu'Euclide de Mégare était l'auteur des Éléments.
Denis Henrion publia une réponse à Mardelé en 1623 lors de la réédition de sa traduction des Éléments. La première version des Éléments d'Euclide par Henrion date en effet de 1614.
Le Mardelé aurait aussi publié une Arithmétique avec une règle sur les démonstrations d'icelles.

« Soupçonné de n'être qu'un correcteur d'imprimerie, [Le Mardelé] fut violemment attaqué par Henrion dans sa Response apologétique... pour avoir avancé qu'il corrigeait dans sa traduction des Éléments d'Euclide, les fautes de ses prédécesseurs et aussi celles d'Henrion lui-même. Bien que l'on ne connaisse rien de sa vie, il semble cependant avoir été initié aux mathématiques, car il publia en 1626, un traité d'arithmétique. »